# Dlouhá strouha
Dlouhá strouha je 8 kilometrů dlouhý vodní kanál v okrese Rychnov nad Kněžnou vycházející z říčky Bělé na území obce Kvasiny, do které se vlévá zpět na území obce Černíkovice. Sloužila k napájení okolních často již zaniklých rybníků. Její odbočka posiluje Ještětický potok.

## Průběh toku
Od Bělé se Dlouhá strouha odděluje v severní části Kvasin (směrem od Skuhrova nad Bělou). Dále lemuje terénní vlnu na severozápadní hranici obce. Na konci obce obkružuje pozemek bývalé Postolkovské tvrze a odtud pokračuje jihozápadním směrem do Solnice. Zde z velké části zatrubněná pokračuje kolem základní školy do bývalého mlýna u Vlkanovské tvrze. Odsud protéká pod stadionem a dále širokým korytem k soustavě Černíkovických rybníků. Od hráze velkého Černíkovického rybníka se pod názvem Chobot vrací jižním směrem k řece Bělé.

## Historie
Kanál byl zřízen na přelomu 15. a 16. století, patrně pod vedením pernštejnských fišmistrů.